# Koripallon miesten SM-sarjakausi 1957
La Koripallon miesten SM-sarjakausi 1957 è stata la 17ª edizione del massimo campionato finlandese di pallacanestro maschile. La vittoria finale è stata ad appannaggio del Pantterit.

## Risultati

### Stagione regolare
|     | Squadra                  | G  | V  | N | P  | PF   | PS   | Pt. | Qualificazione |
| --- | ------------------------ | -- | -- | - | -- | ---- | ---- | --- | -------------- |
| 1.  | Pantterit                | 22 | 19 | 0 | 3  | 1448 | 1245 | 38  |                |
| 2.  | ToPo Helsinki            | 22 | 14 | 1 | 7  | 1263 | 1241 | 29  |                |
| 3.  | KTP-Basket               | 22 | 14 | 0 | 8  | 1369 | 1288 | 28  |                |
| 4.  | Työväen Maila-Pojat      | 22 | 13 | 1 | 8  | 1320 | 1261 | 27  |                |
| 5.  | Helsingin Jyry           | 22 | 12 | 0 | 10 | 1356 | 1374 | 24  |                |
| 6.  | Helsingin Urheilijat -41 | 22 | 11 | 0 | 11 | 1287 | 1321 | 22  |                |
| 7.  | Karhun Pojat             | 22 | 10 | 0 | 12 | 1263 | 1228 | 20  |                |
| 8.  | Tampereen Pyrintö        | 22 | 10 | 0 | 12 | 1299 | 1315 | 20  |                |
| 9.  | Sörnäisten NMKY          | 22 | 8  | 2 | 12 | 1300 | 1286 | 18  | retrocesse     |
| 10. | Helsingin Ilves          | 22 | 8  | 0 | 14 | 1307 | 1423 | 16  | retrocesse     |
| 11. | Turun Toverit            | 22 | 6  | 2 | 14 | 1138 | 1261 | 14  | retrocesse     |
| 12. | Tampereen Kiertäjät      | 22 | 4  | 0 | 18 | 1108 | 1325 | 8   | retrocesse     |

| Koripallon miesten SM-sarjakausi 1957 |
| ------------------------------------- |
| Pantterit 12º titolo                  |

## Formazione vincitrice
| N° | Naz.                 | Ruolo | Sportivo       |  | Alt. |  |
| -- | -------------------- | ----- | -------------- |  | ---- |  |
|    | Finlandia (bandiera) |       | Esko Karhunen  |  |      |  |
|    | Finlandia (bandiera) | G     | Seppo Kuusela  |  |      |  |
|    | Finlandia (bandiera) |       | Raine Nuutinen |  | 190  |  |
|    | Finlandia (bandiera) |       | Olavi Lahtinen |  |      |  |
|    | Finlandia (bandiera) |       | Risto Kala     |  | 187  |  |
|    | Finlandia (bandiera) |       | Juhani Kala    |  | 183  |  |